# 최연숙
최연숙(崔姸淑, 1960년 7월 25일~)은 대한민국의 간호사 출신 정치인이다. 제21대 국회의원을 지냈다.

## 학력
- 동산간호전문대학 간호학 전문학사
- 한국방송통신대학교 간호학 학사
- 계명대학교 대학원 의료경영학과 석사

## 경력
- 계명대학교 동산병원 심사팀장
- 계명대학교 동산병원 병동간호1팀장
- 2014. 3. 계명대학교 동산병원 간호교육행정팀장
- 계명대학교 동산병원 간호본부장
- 2019. 4. 대한간호협회 대구광역시병원간호사회 회장
- 2019. 9. 계명대학교 동산병원 간호부원장
- 재단법인 국민미래연구원 이사
- 사단법인 국회국제보건의료포럼 이사
- 사단법인 소비자권익포럼 고문
- 2020년 4월 15일: 대한민국 제21대 국회의원 선거 당선(비례대표, 국민의당, 초선)
- 2020. 6.~2022. 4. 국민의당 최고위원
- 2021. 8.~2022. 4. 국민의당 사무총장
- 2021. 12.~2022. 3. 제20대 대통령 선거 국민의당 안철수 대통령 후보 국민의 도전 선거대책위원회 직능부문특별위원장
- 2022. 3.~2022. 5. 제20대 대통령직인수위원회 코로나19 비상대응 특별위원회 위원
- 2022. 11.~2022. 12. 국민의힘 이태원 사고조사 및 안전대책 특별위원회 위원 겸 국민안심 소위 위원
- 2023. 7. 국민의힘 약자와의동행위원회 복지정책분과 위원
- 2023. 10. 대한적십자사 전국대의원총회 대의원
- 2025. 5. 국민의힘 탈당 및 더불어민주당 입당
- 2025. 5.~2025. 6. 제21대 대통령 선거 더불어민주당 이재명 대통령 후보 진짜 대한민국 선거대책위원회 대구광역시당 공동 총괄상임선대위원장
- 2025.6.~2025.8. 국정기획원회 사회1분과 위원

### 의정 활동
- 2020. 5.~2024. 5. 제21대 국회의원(비례대표, 국민의당→국민의힘, 초선)
  - 2020. 6.~2022. 5. 제21대 국회 전반기 보건복지위원회 위원
  - 2020. 6.~2022. 5. 제21대 국회 전반기 여성가족위원회 위원
  - 2022. 1.~2023. 12. 제21대 국회 2030 부산세계박람회 유치지원 특별위원회 위원
  - 2022. 7.~2024. 5. 제21대 국회 후반기 보건복지위원회 위원
    - 제21대 국회 후반기 보건복지위원회 제1법안심사소위원회 위원

  - 2022. 10.~2024. 5. 제21대 국회 후반기 여성가족위원회 위원
    - 제21대 국회 후반기 여성가족위원회 법안심사소위원회 위원

## 역대 선거 결과
| 실시년도 | 선거  | 대수 | 직책     | 선거구   | 정당     | 득표수       | 득표율         | 순위         | 당락 | 비고 |
| -------- | ----- | ---- | -------- | -------- | -------- | ------------ | -------------- | ------------ | ---- | ---- |
| 2020년   | 총선  | 21대 | 국회의원 | 비례대표 | 국민의당 | 1,896,719 표 | \| \| 6.79% \| | 비례대표 1번 |      | 초선 |
|          | 6.79% |      |          |          |          |              |                |              |      |      |

## 소속 정당
| 소속 정당 | 소속 정당    | 소속 기간 | 비고      |
| --------- | ------------ | --------- | --------- |
|           | 국민의당     | 2020~2022 | 정계 입문 |
|           | 국민의힘     | 2020~2025 | 합당      |
|           | 무소속       | 2025      | 탈당      |
|           | 더불어민주당 | 2025~현재 | 입당      |

## 같이 보기
- 대한민국 제21대 국회의원 선거 국민의당 후보 목록#비례대표